# Onosma nemoricolum
Onosma nemoricolum är en strävbladig växtart som beskrevs av Heinrich Carl Haussknecht, Amp; Bornm. och Joseph Friedrich Nicolaus Bornmüller. Onosma nemoricolum ingår i släktet Onosma och familjen strävbladiga växter. Inga underarter finns listade i Catalogue of Life.